# 何雙
何雙 （？—？年），字漢偶，何宗子，博學多才，善於辯論，滑稽多智，世人讚為有古之淳于髡、東方朔之風。曾任建寧郡雙柏縣長，早卒。